# Romas Švedas
Romas Švedas (* 14. Juni 1970 in Vilnius) ist litauischer Jurist, ehemaliger Diplomat und Politiker, stellvertretender Energieminister Litauens.

## Leben
Von 1988 bis 1993 absolvierte Romas Švedas das Diplomstudium der Rechtswissenschaften an der Juristischen Fakultät der Universität Vilnius. Von 1992 bis 1993 war er Oberspezialist des Ministeriums für internationale Wirtschaftsbeziehungen, von 1996 bis 1997 kommissarischer Konsul im Konsulat Litauens in Genf, von 1997 bis 1999 Konsul Litauens, von 1999 bis 2003 Direktor des Wirtschaftsdepartaments des Außenministeriums Litauen, von 2009 bis 2011 stellvertretender Energieminister Litauens und ab 4. September  2009 Aufsichtsratsvorsitzender von „Leo LT“. Seit  2011 lehrt er am  Institut für internationale Beziehungen und Politik der Universität Vilnius. 2014 leitete er den Wahlstab von Dalia Grybauskaitė bei der litauischen Präsidentschaftswahl.
Romas Švedas ist verheiratet. Frau Giedrė ist Wirtschaftswissenschaftlerin, Sekretärin des Innenministeriums Litauens.